# ぷりんすぶらいど
『ぷりんすぶらいど』は、林哲也による日本の漫画作品。『月刊少年エース』（角川書店）において2010年1月号から2010年9月号まで連載された。もともとは『エースアサルト』の読み切りの後、数ヶ月連載したものだと言う（1巻のあとがきの作者のコメントより）。

## あらすじ
玩具店を営む不破家のおもちゃ屋に、ある日ミサイルが飛んで来て、店を粉砕してしまった。そこに現れた最條院月糸（厳密に言うとそのメイドの子酉）が主人公を「婚約者」としてさらってしまう。主人公文人少年は、花婿修行として最上院家が営む学園に通うことになる。

## 登場人物
不破文人
おもちゃ屋の息子で、修理が得意な12歳。常に修理道具を持ち歩いており、その理由は「道ばたでどっかの国のお姫様がおもちゃが壊れたと泣いている時に直してあげるため」。普段通りおもちゃ屋の店番をしていたところ、ミサイルに店を壊され、挙げ句の果てに婚約者として拉致されてしまう。拉致後は新生活に戸惑いながらも、月糸の思い出のおもちゃを直してあげたり、高熱で倒れた子酉の看病をするなど優しい心の持ち主。サガミノ町に訪れた暗黒時代により7年前の記憶がなく、子酉にそれを聞かされて以来暗黒時代に自分の記憶の在処を求めるべく研究を始める。
最條院月糸
日本政財界を手中に収めた日本屈指の名家最上院家の跡取り娘。しかし文人との婚約には反対で、文人に殴りかかったりした。徐々に好意を寄せているが、本人はその心を認めていない。7年前の覇道計画の失敗により廃人となってしまったが、子酉とけだるぐまにより自然に笑うようになり、廃人を脱した。部屋着は肩紐が太めのキャミソールだが、たまに片方の肩紐が外れてしまうことがある(大抵次のコマでは直っているが第1話では両方外れてしまっている)。
子酉(本名不明)
最條院家に勤めているメイド。10歳ながら頭は相当良く(外国の大学を既に卒業済み)、メカの制作、屋敷の管理、料理どころか最條院家の在するサガミノ町の全てのメインコントロールをしている。そのため、子酉が倒れたときは町中のメカが大暴走していた。その反面、まだ10歳という子供なので、熊(もしくはアニメのけだるぐま)が大好きで、部屋は熊で埋め尽くされている。名字はまだ明かされていない。
最條院磯次郎
一代にて最條院家を眠れる獅子とまで呼ばれる名財閥に育てたが、覇道計画の失敗により今は日本政財界から手を引いて、町の復興に尽力している。かつては500人のメイドを雇い、栄華な生活をしていたが、覇道計画の失敗により、サガミノ町に暗黒時代を作ってしまった事を機にそれらをやめ、メイドは子酉一人を雇うのみである。後ろ髪が長く月糸のように細長くまとめている。普段は家で仕事をしているため「もしかして引きこもり？」とナレーションに言われたことがある。
文人の父(本名不明)
文人の実家の玩具店「おもちゃのフワフワ」の店主だったが、持ち前のマイペースさと楽天主義が高じて巨大な借金を作ってしまい、文人に何の相談もなく借金のカタに文人の婚約を決めたほか、店を手放した(本人曰く「店はもともと取り壊される予定だったから(ミサイルで店を壊した)月糸ちゃんたちを恨むなよ」)。文人拉致後は南国へ行方を眩ます。

## 用語・舞台
サガミノ町
K県にある最條院家のある町。覇道計画により暗黒時代が到来してしまい、最近ようやく立ち直ったばかりである。この町のインフレは全て最條院家(のメイドの子酉)が管理している。
定育学園
最條院家が創設、運営している私立学園。高額な後納金を納めたなおかつ最條院家の関係者のみ入れる「貴族コース」と無償で入れる「平民コース」があり、貴族コースの者の一部が平民コースを下僕として扱い問題になっている。

## 単行本
レーベルは角川コミックス・エース。全2巻。
- 第1巻 - 2010年5月26日初版発行　ISBN 978-4-04-715451-3
- 第2巻 - 2010年8月26日初版発行　ISBN 978-4-04-715516-9